# Општина Крупањ
Општина Крупањ је општина у Мачванском округу у западној Србији. По подацима из 2004. општина заузима површину од 342 km2 (од чега на пољопривредну површину отпада 19.969 ha, а на шумску 12.221 ha).
Центар општине је град Крупањ. Општина Крупањ се састоји од 23 насеља. По подацима из 2011. године у општини је живело 17.295 становника. Према подацима пописа 2022. општина има 14.399 становника. По подацима из 2004. природни прираштај је износио -2,3‰, а број запослених у општини износи 2.412 људи. У општини се налази 21 основна и 1 средња школа.
Општина Крупањ се у највећој мери поклапа са облашћу историјско-географски познатом као Рађевина, варошица Крупањ је седиште и једне и друге целине.
Од привредних грана у општини Крупањ су највише заступљени пољопривреда и туризам, док је прошлости било у великој мери развијено рударство, као и индустрија у самом Крупњу. Од пољопривредних култура се највише гаје малина, шљива и кромпир.
Кроз ову општину пролази државни пут IБ реда 27, он спаја Лозницу и Ваљево пролазећи кроз Завлаку.

## Насељена места
| - Бањевац - Бела Црква - Богоштица - Брезовице - Брштица - Врбић - Дворска - Завлака | - Костајник - Красава - Кржава - Крупањ - Ликодра - Липеновић - Мојковић - Планина | - Равнаја - Ставе - Толисавац - Томањ - Цветуља - Церова - Шљивова |